# Bóbr
De Bóbr (Tsjechisch: Bobr, Duits: Bober) is een rivier in Polen en Tsjechië. Ze ontspringt in het Reuzengebergte en mondt uit in de Oder. De Bóbr is 270 km lang en heeft een stroomgebied van 5882 km².
De rivier ontspringt op Tsjechisch grondgebied, 2 km voor de grens met Polen. Het dal van de Bóbr is grotendeels een landschapspark Krajobrazowy Doliny Bobru. Onderweg kronkelt zij door de bergen, uitlopers en heuvels van Neder-Silezië, langs en door plaatsen als Janiwice Wielki, Jelenia Góra, Wleń, Lwówek Śląski en Bolesławiec.
In Pilchowice wordt zij opgestuwd door een stuwdam voor de opwekking van elektriciteit. Deze dam is bij het hoogwater van 1997 overstroomd, waardoor de elektriciteitscentrale vernield werd.

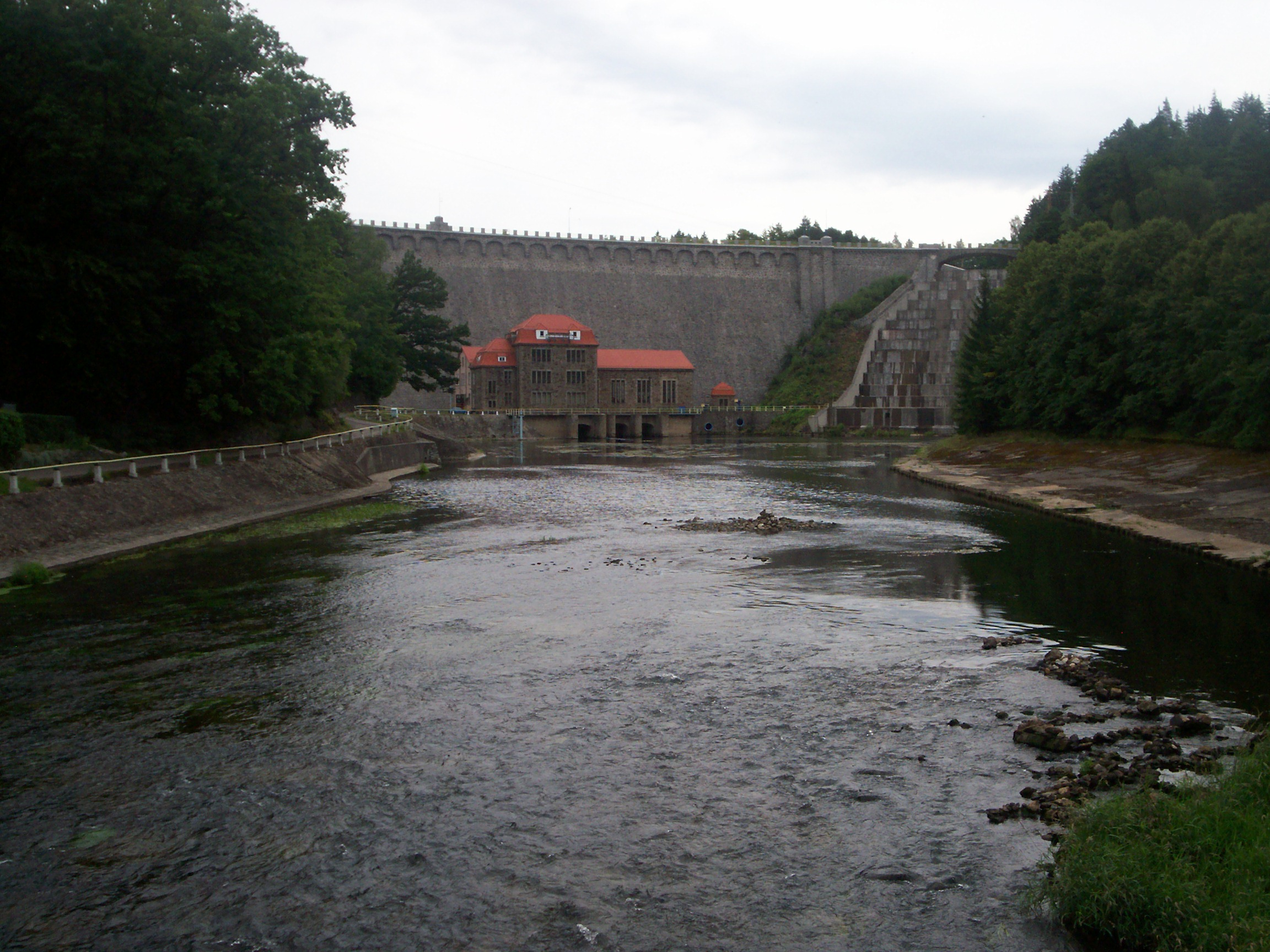
De stuwdam bij Pilchowice

- Gemeinsame Normdatei: 4317691-4
- Nationale Bibliotheek van Tsjechië: ge749584
- Virtual International Authority File: 236064366